# Philtraea albimaxima
Philtraea albimaxima là một loài bướm đêm trong họ Geometridae.